# Rocklands Reservoir
Rocklands Reservoir är en reservoar i Australien. Den ligger i delstaten Victoria, omkring 260 kilometer väster om delstatshuvudstaden Melbourne. Rocklands Reservoir ligger 190 meter över havet. Arean är 52 kvadratkilometer. Den sträcker sig 16,0 kilometer i nord-sydlig riktning, och 16,5 kilometer i öst-västlig riktning.
I omgivningarna runt Rocklands Reservoir växer huvudsakligen savannskog. Trakten runt Rocklands Reservoir är nära nog obefolkad, med mindre än två invånare per kvadratkilometer. Genomsnittlig årsnederbörd är 839 millimeter. Den regnigaste månaden är juli, med i genomsnitt 143 mm nederbörd, och den torraste är februari, med 26 mm nederbörd.